# One More from the Road
One More from the Road es un álbum en vivo de la banda estadounidense Lynyrd Skynyrd. Representa el primer álbum en directo de la banda, y el único con la alineación clásica (1970–1977), previo al accidente aéreo que acabó con la vida de Ronnie Van Zant, Steve Gaines y Cassie Gaines. Fue lanzado en septiembre de 1976. Fue certificado como disco de oro el 26 de octubre de 1976, platino el 30 de diciembre del mismo año y triple platino el 21 de julio de 1987.

## Lista de canciones

### Lado Uno
1. "Workin' for MCA" (Ed King, Ronnie Van Zant) – 4:38
2. "I Ain't the One" (Gary Rossington, Van Zant) – 3:37
3. "Searching" (Allen Collins, Van Zant) – 3:51
4. "Tuesday's Gone" (Collins, Van Zant) – 7:39

### Lado Dos
1. "Saturday Night Special" (King, Van Zant) – 5:30
2. "Travelin' Man" (Van Zant, Leon Wilkeson) – 4:08
3. "Whiskey Rock-a-Roller" (King, Billy Powell, Van Zant) – 4:14
4. "Sweet Home Alabama" (King, Rossington, Van Zant) – 6:49

### Lado Tres
1. "Gimme Three Steps" (Collins, Van Zant) – 5:00
2. "Call Me the Breeze" (J.J. Cale) – 5:27
3. "T for Texas" (Jimmie Rodgers) – 8:26

### Lado Cuatro
1. "The Needle and the Spoon" (Collins, Van Zant) – 4:17
2. "Cross Road Blues" (Robert Johnson) – 3:44
3. "Free Bird" (Collins, Van Zant) – 13:30

## Personal
- Ronnie Van Zant – voz
- Steve Gaines – guitarra
- Allen Collins – guitarra
- Gary Rossington – guitarra
- Billy Powell – teclados
- Leon Wilkeson – bajo
- Artimus Pyle – batería
- JoJo Billingsley, Cassie Gaines, Leslie Hawkins – coros